# Sauherad
Sauherad é uma comuna da Noruega, com 316 km² de área e 4 351 habitantes (censo de 2004).         